# Korion
Korion (grč. χόρıον: kožica, opna), jedna od ovojnica koje obavijaju plod tijekom trudnoće. Sastavljen je od izvanembrionalnog mezoderma i dvaju slojeva trofoblasta te okružuje embrij i druge membrane. Korionske resice izlaze iz koriona, ulaze u endometrij i omogućuju prijenos hranjivih tvari iz majčine krvi u fetalnu.
Korion se sastoji od dvaju slojeva: vanjskog, sastavljena od trofoblasta, i unutrašnjeg, sastavljena od somatskog mezoderma; amnion je u kontaktu s unutrašnjim slojem. Trofoblast se sastoji od unutrašnjeg sloja mononuklearnih kubičnih ili prizmatičnih stanica, citotrofoblasta i vanjskog sloja polinuklearnih stanica sinciciotrofoblasta.

## Rast
Korion prolazi kroz brzu proliferaciju i formira brojne korionske resice koje uništavaju deciduu i u isto vrijeme iz nje apsorbiraju hranjive tvari potrebne za rast zametka.
Korionske su resice ispočetka dosta male i neprokrvljene te se sastoje samo od trofoblasta, ali počinju rasti i granati se kada mezoderm, noseći sa sobom ogranke pupčanih žila, uraste u njih i tada se one vaskulariziraju.
Krv dolazi do resica preko para pupčanih arterija, koje se granaju na korionske arterije i ulaze u korionske resice u obliku kotiledonih arterija. Nakon prolaska kroz kapilare resica, krv odlazi iz embrija kroz pupčane vene. Do kraja drugog mjeseca trudnoće resice prekrivaju cijeli korion i gotovo su podjednake veličine; poslije se razvijaju nejednako.

## Dijelovi
Dio koriona koji je u vezi s decidua capsularis prolazi kroz atrofiju, tako da nakon četiriju mjeseca jedva ostanu i tragovi korionskih resica. Ovaj dio koriona postaje gladak i naziva se goli korion, chorion laeve (lat. laevis: gladak). Budući da ne sudjeluje u oblikovanju posteljice, to je neplacentarni dio koriona. Dok korion raste, goli korion dolazi u vezu s decidua parietalis i ti se spojevi spajaju.
S druge strane, resice na embrionalnom dijelu koriona, koje su u vezi s decidua basalis, postaju veće i složenije i zbog toga se taj dio koriona naziva resičasti korion, chorion frondosum. Tako se posteljica razvija iz resičastog koriona i decidue basalis.

## Monokorionski blizanci
Monokorionski su blizanci oni koji dijele istu posteljicu. Javljaju se u 0,3 % svih trudnoća, i u 75 % jednojajčanih blizanaca, kada razdvajanje počne treći dan nakon oplodnje. Preostalih 25% jednojajčanih blizanaca su dikorionski blizanci. Ovo stanje može se pojaviti kod bilo kojih višestrukih rođenja.